# Nahrevān
Nahrevān (persiska: نهروان, نيروبان, نَهرَوان, نَخروَن) är en ort i Iran.   Den ligger i provinsen Zanjan, i den nordvästra delen av landet, 260 km väster om huvudstaden Teheran. Nahrevān ligger 1 803 meter över havet och antalet invånare är 305.
Terrängen runt Nahrevān är platt åt nordost, men åt sydväst är den kuperad.Runt Nahrevān är det ganska glesbefolkat, med 34 invånare per kvadratkilometer. Närmaste större samhälle är Qīdar, 10,5 km sydost om Nahrevān. Trakten runt Nahrevān består i huvudsak av gräsmarker.